# 院庄村
院庄村（いんのしょうそん）は、岡山県苫田郡にあった村。
現在の津山市院庄、神戸、戸島に当たる。
平成の大合併前の津山市において、中国道、姫新線利用の際の西の入り口となるエリアであった。現在でも中国自動車道では西方から津山市に入る場合、最初のICはこのエリアにある院庄ICである。
ここでは現在の津山市院庄地区についても扱う。

## 沿革
- 1889年6月1日 - 町村制施行に伴い、西西条郡 院庄村、神戸村、戸島村が合併し、院庄村となる。大字院庄に役場を置く。
- 1900年4月1日 - 西西条郡が西北条郡、東南条郡、東北条郡と合併し、苫田郡となる。
- 1929年2月11日 - 苫田郡津山町、津山東町、西苫田村、二宮村、久米郡福岡村と合併・市制により、津山市となる。

## 院庄地区
院庄村の範囲を以って、院庄地区と呼んでいる。町村制以前の院庄村（現・津山市院庄）のことを指す場合もあるが、ここでは前者の定義とする。院庄小学区に一致。中学校は津山西中学区。

### 隣接自治体・地区
- 津山市久米地区（旧・久米村）
- 津山市佐良山地区
- 津山市田邑地区
- 津山市二宮地区
- 久米郡美咲町（旧・三保村）
- 苫田郡鏡野町（旧・芳野村）

### 地区の地名
- 院庄
- 神戸
- 戸島

### 人口
3494人（2019年1月1日現在。住民基本台帳による。津山市調べ）。地名ごとの人口については各地名の記事参照。

## 教育

### 幼稚園
- 津山市立院庄幼稚園

### 保育園
- 院庄保育園

### 小学校
- 津山市立院庄小学校

## 交通

### 鉄道
JR姫新線が通過のみ。院庄駅は津山市二宮にある。

### 道路
廃止当時は未完成。

#### 高速道路
中国自動車道：院庄IC、院庄BS

#### 国道
- 国道179号
- 国道181号

#### 県道
- 主要地方道

地区内を走る主要地方道なし
- 一般県道

地区内を走る一般県道なし

## 河川・山岳

### 河川
- 吉井川
- 戸島川
- 滑川

## 寺院・神社

### 神社
- 作楽神社
- 戸島神社
- 八幡神社
- 吉田神社